# FK Torpedo Riga
 Futbola klubs Torpedo Riga war ein lettischer Fußballverein aus der Hauptstadt Riga.

## Geschichte
In seiner Debüt-Saison 1979 in der lettischen Liga gewann Torpedo 13 von 26 Spielen und beendete die Spielzeit mit einem vierten Platz von vierzehn Teams.  Die folgenden Jahre waren allerdings weniger erfolgreich, doch Mitte der 1980er Jahre kam mit Trainer Arkādijs Perkins der Durchbruch. Das erste Zeichen dafür kam 1982, als Torpedo das lettische Pokalfinale erreichte. Trotzdem kam es ziemlich unerwartet, als Torpedo die lettische Liga 1984 gewann. 1986 gewann der Klub einen weiteren Meistertitel, mit Spielern wie Jurijs Andrejevs und Einārs Gņedojs im Kader. Ein Jahr später konnte der Erfolg wiederholt werden. Im Jahr 1989 gewann man den lettischen Pokal, indem Celtnieks Daugavpils im Finale mit 1:0 besiegt wurde.
In der ersten Saison der unabhängigen Virslīga musste sich Torpedo mit dem achten Platz von zwölf Vereinen begnügen. Nach der Saison 1992 spielte der Verein für zwei Jahre unter dem Namen Vidus Riga.
1994 kam ein neuer Sponsor. Der Verein nannte sich fortan Amstrig Riga. Mehrere Spieler konnten unter dem neuen Namen verpflichtet werden: Andrejs Piedels, Vladimirs Draguns, Vīts Rimkus, Rihards Butkus und Gints Gilis. Der wichtigste Neuling für Amstrig im Jahr 1995 war Mihails Miholaps, der elf Tore erzielte. Die Saison 1995 endete mit einem fünften Platz. Der Sponsor sprang ab, und mit Daugava Rīga wurde ein weiteres Mal der Name geändert.
Im Jahr 1996 wurde Daugava überraschend Zweiter in der Virslīga hinter Skonto Riga. Das war vor allem das Ergebnis von Mihails Miholaps, der mit 33 Toren Torschützenkönig dieser Saison wurde. Daugava hatte sich damit für den  UEFA-Pokal qualifiziert. Ein Jahr später war es unwahrscheinlich, dass Daugava die Ergebnisse des Vorjahres wiederholen konnte, da der Verein in ernsthafte finanzielle Schwierigkeiten geriet, die teilweise durch den Verkauf von Mihails Miholaps an Skonto Riga gelöst wurden. Die Mannschaft wurde wie im Vorjahr Zweiter, im UEFA-Pokal waren die Ergebnisse weniger erfolgreich. Daugava schied in der ersten Qualifikationsrunde des UEFA-Pokals gegen Worskla Poltawa aus.
Am Ende der Saison 1998 stand der Klub am Rande des Konkurses. Der Verein wurde in LU/Daugava Rīga umbenannt und kehrte nach einem Jahr in der zweiten Liga wieder in die Virslīga zurück. Allerdings wurden in dieser Saison 2000 lediglich 2 von 28 Spiele gewonnen. Danach schloss man sich mit Policijas Riga zusammen.

## Erfolge
- Vizemeister Virslīga: 1996, 1997

## Namensänderungen
- 1979–1993 = FK Torpedo Riga
- 1993–1995 = FK Vidus Riga
- 1995–1996 = FK Amstrig Riga
- 1996–1997 = FK Daugava Riga
- 1998–2000 = LU/Daugava Riga

## Europapokalbilanz
| Saison  | Wettbewerb         | Runde                  | Gegner                   | Gesamt | Hin     | Rück    |
| ------- | ------------------ | ---------------------- | ------------------------ | ------ | ------- | ------- |
| 1996    | UEFA Intertoto Cup | Gruppenphase           | FC Universitatea Craiova | 0:3    | 0:3 (A) |         |
| 1996    | UEFA Intertoto Cup | Gruppenphase           | FC Spartak Trnava        | 0:6    | 0:6 (H) |         |
| 1996    | UEFA Intertoto Cup | Gruppenphase           | FK Čukarički             | 3:1    | 3:1 (A) |         |
| 1996    | UEFA Intertoto Cup | Gruppenphase           | Karlsruher SC            | 1:2    | 1:2 (H) |         |
| 1997/98 | UEFA-Pokal         | 1. Qualifikationsrunde | Worskla Poltawa          | 2:5    | 1:3 (H) | 1:2 (A) |
| 1998/99 | UEFA-Pokal         | 1. Qualifikationsrunde | NK Mura Murska Sobota    | 2:8    | 1:6 (A) | 1:2 (H) |

Gesamtbilanz: 8 Spiele, 1 Sieg, 7 Niederlagen, 8:25 Tore (Tordifferenz −17)

## Bekannte Spieler
- Mihails Miholaps
- Vīts Rimkus
- Andrejs Piedels